# Matthew Russell Wood
Matthew "Russell" Wood, född 15 augusti 1972 i USA, är en amerikansk röstskådespelare och ljuddesigner som har gjort rösten till General Grievous i Star Wars: Episod III – Mörkrets hämnd och i Star Wars: The Clone Wars.